# Francesc Lancho i Pérez
Francesc Lancho i Pérez   (1945) és un antic pilot de motocròs català que destacà en competicions estatals durant les dècades del 1960 i 1970. Durant la seva etapa al Campionat d'Espanya, hi aconseguí un subcampionat (1970) i fou un dels principals aspirants al títol durant anys. Entre altres èxits, guanyà la primera edició del Trofeu Ramon Monsonís al circuit El Cluet (1966), dues edicions del Motocròs Ciutat de Manresa (1968-1969) i dues del Motocròs d'Esplugues (1969-1970), totes elles, proves internacionals.
Lancho començà a competir amb Bultaco i després passà a Montesa, on juntament amb Manuel Olivencia coincidí amb el principal pilot de la marca, Pere Pi. Malgrat que Montesa havia fitxat Lancho i Olivencia amb la idea de preparar el relleu de Pi, cap dels dos no arribà a destacar al seu nivell.